# Avenged Sevenfold
|  | Per a altres significats, vegeu «Avenged Sevenfold (àlbum)». |

Avenged Sevenfold (alguns cops escrit A7X i, traduït al català, Venjat set cops) és un grup de heavy metal, metalcore, format l'any 1999 a Huntington Beach, Califòrnia, EUA Els seus integrants són M. Shadows (Veu, teclat), Zacky Vengeance (Guitarra rítmica, cors), Synyster Gates (Guitarra solista, cors) i Johnny Christ (Baix, cors); anteriorment el lloc de bateria va ser ocupat per The Rev fins al dia de la seva mort precoç el desembre del 2009, i per Mike Portnoy fins al dia de la seva sortida el desembre de 2010. Arin Ilejayha sigut el bateria del grup des de l'any 2011, encara que va ser proclamat oficial l'any 2013. Avenged Sevenfold va comunicar el Juliol de 2015 a la seva pàgina web que seguien endavant sense ell, en un positiu missatge on li donaven les gràcies i no s'expressaven les raons de la seva marxa. Actualment el bateria del grup és en Brooks Wackerman.
La banda va començar com una banda de Metalcore que es va demostrar als seus dos primers discs Sounding the Seventh Trumpet de l'any 2001 i Waking the Fallen de l'any 2003, que posteriorment per al llançament del seu gran èxit City of Evil de l'any 2005 va evolucionar cap a un so més proper al Hard Rock, el Heavy Metal i el Metal alternatiu, recalcant més en el virtuosisme musical, amb el que van aconseguir formar un gran grup de fans.
El 16 de setembre de 2008 van llançar Live in the LBC & Diamonds in the Rough, un DVD + disc.
El 27 de juliol del 2010 van llançar el seu cinquè àlbum Nightmare que va debutar com a #1 a la cartellera americana Billboard 200.
El 23 d'agost de 2013 van llançar el seu sisè àlbum d'estudi Hail To The King, un disc on plasmen les seves influències musicals de heavy metal clàssic.
El 28 d'octubre de 2016 van llançar el seu setè àlbum d'estudi, The Stage, després d'oferir un concert gratuït, que també es va poder veure en directe online, a l'àtic de Capitol Records.
Fins avui en dia, la banda ha aconseguit vendre més de 7 milions de discs en tot el món.

## Biografia

### Formació i primers anys (1999-2004)
La banda va ser formada el 1999, amb els membres originals : M. Shadows, Zacky Vengeance, The Rev i van dir que el nom de la banda fa referència a la història bíblica de Caín i Abel, encara que també ha manifestat que Avenged Sevenfold no és una banda religiosa. Després de la seva formació, cada membre de la banda també va escollir el seu pseudònim, que ja eren sobrenoms de l'escola secundària.
El seu primer àlbum, Sounding the Seventh Trumpet va ser gravat mentre els membres de la banda tenien amb prou feines divuit anys i estaven encara en la preparatòria. Va ser originalment publicat amb la seva primera discogràfica, Good Life Records, en 2001 (i de nou publicat amb el segell Hopeless Records el 2002), després que qui seria el guitarrista líder, Synyster Gates, ingressés a la banda el 1999. La cançó «To End the Rapture» va ser reeditada amb la banda completa. Després de la publicació d'aquest àlbum, la banda va gravar dos demos el 1999 i el 2000.
La banda va començar a rebre reconeixement tocant amb bandes com Mushroomhead i Shadows Fall, i tocant al Take Action Tour. Després d'unir-se el seu quart baixista, Johnny Christ, va publicar l'àlbum Waking the Fallin amb Hopeless Records l'agost de 2003. La banda va rebre perfils en Billboard i The Boston Globe. També van tocar en el Vans Warped Tour. En 2004, Avenged Sevenfold surt de gira una vegada més amb el Vans Warped Tour, en què va gravar un vídeo per a la seva cançó «Unholy Confessions», que va ser passat a MTV2's Headbanger s Ball. Poc temps després de la publicació de Waking the Fallin, els membres de Avenged Sevenfold deixen Hopeless Records i comencen a gravar amb Warner Bros. Records.

### City of Evil (2005-2007)
City of Evil, el seu tercer àlbum, va ser publicat el 7 de juny de 2005 i va debutar en la posició 30 en el Billboard 200, venent més de 30 000 còpies en la setmana de la seva sortida al carrer. Seguit de l'èxit del primer senzill d'aquest, «Bat Country», i juntament amb el seu videoclip, les vendes es van disparar i es va convertir en el seu primer disc d'or. Amb aquest, el seu estil s'allunya del metalcore, i M. Shadows tria deixar de cridar, com feia en els dos discs anteriors. Tot i que Shadows admet que va patir danys en la gola i en les cordes vocals i va haver de passar per la sala d'operacions per corregir aquest problema, va dir que el canvi en l'estil del grup no era a causa d'això, dada que surt en el DVD All Excess. Mudrock, productor del segon i el tercer àlbum, va dir que abans de gravar Waking the Fallin, Shadows va dir que volia un LP amb crits en moltes parts, per després fer-ne un gairebé sense crits. Aquest objectiu es va assolir amb City of Evil. Amb tot i això, el vocalista manté que és capaç de cridar millor que abans gràcies a l'entrenament vocal dut a terme per Ron Anderson que havia treballat amb altres artistes com ara Axl Rose, Kylie Minogue o Chris Cornell.
El gener de 2006, City of Evil va guanyar el seu segon disc d'or amb el senzill «Bat Country», publicat el 2005, la seva música va ser escrita en homenatge al periodista i escriptor Hunter S. Thompson. El nom de la cançó ve a la pàgina divuit del capítol del seu llibre Fear and Loathing in Las Vegas, on Raoul Duke diu : "No podem parar ací. Aquest és un poble ratpenat". Sens dubte, va ser una de les cançons que més acceptació va tenir pels seus fans. Al febrer va ser publicat el videoclip de «Beast and the Harlot», primera cançó del seu disc, i poc després, el 30 de juny, el de «Seize the Day» que va posar a la banda per arribar al cim de moltes taules arreu del món. El riff d'aquesta cançó va ser triat com un dels millors de la història per la revista Total Guitar d'aquest any, arribant al lloc 14. Avenged Sevenfold va completar la seva primera gira mundial el 2006, arribant a llocs diferents en els Estats Units, Europa, Japó, Austràlia i Nova Zelanda. Va guanyar el premi a Millor Artista Nou en els MTV Music Awards amb el vídeo de "Bat Country», superant a artistes com Panic! At The Disco, Rihanna o Chris Brown. L'àlbum City of Evil va ser un dels cent millors discs de la història nomenat per la revista Guitar World, l'octubre del 2006, situant-se a la posició 63. Ha venut al voltant d'un milió de còpies als Estats Units i un milió i mig a nivell international fins a l'agost del 2009.
El 2005 van col·laborar en el joc d'EA Need for Speed: Most Wanted amb la seva cançó «Blinded in Chains».

### Avenged Sevenfold (2007-2008)
El sobtat èxit de City of Evil el va portar a ser cap de cartell del Ozzfest el 2006, juntament amb bandes com DragonForce, Lacuna Coil, Hatebreed, Disturbed o System Of A Down. Aquest mateix any va fer una gira mundial incloent Estats Units, Europa, Japó, Austràlia i Nova Zelanda. Després de la cancel·lació d'alguns concerts, fins i tot a Anglaterra, amb la banda Bleeding Through, la banda va anunciar la planificació del seu quart àlbum, Avenged Sevenfold. Shadows en una entrevista va declarar que no seria Waking the Fallin 2 ni City Of Evil 2, però que atrauria seguidors dels àlbums anteriors i que encara en podria guanyar milers més. Abans del nou àlbum, va ser publicat All Excess, un DVD del grup, el 17 de juliol del 2007. Poc després, va realitzar escales a Singapur, Indonèsia i Japó.
Avenged Sevenfold va ser publicat el 30 d'octubre del 2007, i va ser un èxit immediat encapçalant els primers llocs de les llistes de vendes, arribant fins i tot al número 4 en el Billboard 200 amb unes 94 000 còpies venudes a la primera setmana. «Critical Acclaim» i «Almost Easy» van ser publicats abans del debut de l'àlbum. El desembre del 2007 es va fer una animació per a la cançó «A Little Piece of Heaven», però només va veure la llum a través dels fans, via Internet per MVI, a causa de la temàtica de la cançó. El tercer senzill, «Afterlife» (i el seu videoclip) va ser publicat el gener del 2008. El seu quart senzill, «Dear God», va ser publicat el 30 de setembre del 2008. L'àlbum homònim va arribar a vendre més de 500 000 còpies, i va ser guardonat com Àlbum de l'Any a la revista Kerrang!. El 17 de novembre del 2007 va arribar número 1 a la llista Billboard Rock Albums, Billboard Alternative Albums i Billboard Hard Rock Albums.

### Avenged Sevenfold (2008-2011)
L'any 2009 el grup comença la producció del que seria el seu cinquè àlbum. Estant entre les primeres posicions en ranquings musicals, i en ple auge de la banda,a finals d'aquell mateix any s'anuncia la mort de l'integrant Jimmy Sullivan o "The Rev", el bateria del grup, a causa d'euna sobredosis provocada per la ingesta de molta medicació junt amb alcohol.
Després d'aquest fort cop per a la banda, van anunciar l'any 2010, la publicació del nou album, el qual contenia temes composts pel "The Rev" abans de morir.